# Stazione di Milano Lambrate
Stazione di Milano Lambrate vasútállomás Olaszországban, Lombardia régióban, Milánó településen.

## Vasútvonalak
Az állomást az alábbi vasútvonalak érintik:
- Milánó–Velence-vasútvonal
- Milánó–Bologna-vasútvonal
- Milánó–Verona nagysebességű vasútvonal
- Milánó–Bergamo-vasútvonal

## Kapcsolódó állomások
A vasútállomáshoz az alábbi állomások vannak a legközelebb:
- Stazione di Milano Rogoredo (Milánó–Bologna-vasútvonal, Milánó–Genova-vasútvonal)
- Stazione di Milano Centrale (Milánó–Bologna-vasútvonal, Milánó–Genova-vasútvonal, Milánó–Velence-vasútvonal, Milánó–Verona nagysebességű vasútvonal)
- Stazione di Pioltello-Limito (Milánó–Verona nagysebességű vasútvonal, kelet)
- Stazione di Segrate (Milánó–Velence-vasútvonal, Milánó–Bergamo-vasútvonal, kelet)
- Stazione di Milano Forlanini (Stazione di Albairate-Vermezzo, Line S9)
- Stazione di Milano Greco Pirelli (Stazione di Saronno, Line S9)